# Provinciale ijsbaan van Jilin
De provinciale ijsbaan van Jilin (Jilin Provincial Speed Skating Rink) is een ijsbaan in de stad Changchun in de provincie Jilin in China.

## Achtergrond
De bouw van de ijsbaan ving aan in 2004 om in 2007 dienst te doen als ijsbaan voor het onderdeel schaatsen op de Aziatische Winterspelen 2007 in Changchun. Het jaar daarop werden hier de wereldkampioenschappen voor junioren gehouden. De ijsbaan biedt plaats aan 2000 toeschouwers en is daarmee een van de grootste ijsbanen van China.
Tijdens de wereldbekerwedstrijden sprint in december 2008 scherpten Jenny Wolf (op de 500 m) en Kristina Groves (1000 m) het baanrecord aan. Bij de heren waren dat Yu Fengtong (500 m) en Lee Kyou-hyuk (1000 m). Lee scherpte zijn eigen baanrecord aan en in 2010 nam Stefan Groothuis het baanrecord van hem over. Bij de vrouwen nam Christine Nesbitt op die afstand het baanrecord over van haar landgenote.

## Grote wedstrijden
Internationale kampioenschappen
- 2008 - WK junioren
- 2016 - WK junioren
- 2018 - WK sprint

Wereldbekerwedstrijden
- 2008/2009 - Wereldbeker 4
- 2010/2011 - Wereldbeker 4

Continentale kampioenschappen
- 2007 - Aziatische kampioenschappen
- 2007 - Aziatische Winterspelen
- 2013 - Aziatische kampioenschappen
- 2015 - Aziatische afstandskampioenschappen

Nationale kampioenschappen
- 2006 - CK afstanden
- 2008 - CK allround
- 2008 - CK sprint
- 2009 - CK sprint
- 2009 - CK allround
- 2012 - CK afstanden
- 2013 - CK allround
- 2013 - CK sprint
- 2014 - CK afstanden
- 2015 - CK allround
- 2015 - CK sprint
- 2016 - CK afstanden

## Baanrecords
| Afstand              | Schaatser                                                   | Land | Tijd     | Datum      |
| -------------------- | ----------------------------------------------------------- | ---- | -------- | ---------- |
| 100 m                | Yuya Oikawa                                                 | JPN  | 09,45    | 06-12-2008 |
| 500 m                | Håvard Lorentzen                                            | NOR  | 34,89    | 03-03-2018 |
| 1000 m               | Kjeld Nuis                                                  | NED  | 1.08,97  | 03-03-2018 |
| 1500 m               | Ning Zhongyan                                               | CHN  | 1.47,31  | 10-01-2020 |
| 3000 m               | Kim Min-seok                                                | KOR  | 3.49,63  | 06-03-2016 |
| 5000 m               | Lee Seung-hoon                                              | KOR  | 6.29,35  | 29-12-2012 |
| 10.000 m             | Lee Seung-hoon                                              | KOR  | 13.32,18 | 30-12-2012 |
| Ploegenachtervolging | Aerchenghazi Xiakaini Kahanbai Alemasi Tuersonghan Dasituer | CHN  | 3.52,12  | 05-03-2016 |
| 2×500 m              | Gao Tingyu                                                  | CHN  | 70,170   | 21-10-2017 |
| Sprintvierkamp       | Håvard Lorentzen                                            | NOR  | 139,360  | 04-03-2018 |
| Minivierkamp         | Li Yanzhe                                                   | CHN  | 156,246  | 27-01-2013 |
| Kleine vierkamp      | Jan Blokhuijsen                                             | NED  | 152,646  | 22-02-2008 |
| Grote vierkamp       | Ning Zhongyan                                               | CHN  | 152,856  | 10-01-2020 |

| Afstand              | Schaatsster                | Land | Tijd    | Datum      |
| -------------------- | -------------------------- | ---- | ------- | ---------- |
| 100 m                | Jenny Wolf                 | GER  | 10,21   | 06-12-2008 |
| 500 m                | Nao Kodaira                | JPN  | 37,23   | 03-03-2018 |
| 1000 m               | Jorien ter Mors            | NED  | 1.14,62 | 03-03-2018 |
| 1500 m               | Li Qishi                   | CHN  | 1.59,91 | 22-10-2015 |
| 3000 m               | Masako Hozumi              | JPN  | 4.10,55 | 29-12-2012 |
| 5000 m               | Masako Hozumi              | JPN  | 7.09,50 | 30-12-2012 |
| Ploegenachtervolging | Han Mei Tao Jiaying Yin Qi | CHN  | 3.07,14 | 22-03-2019 |
| 2×500 m              | Wang Beixing               | CHN  | 76,100  | 29-01-2007 |
| Sprintvierkamp       | Jorien ter Mors            | NED  | 150,735 | 04-03-2018 |
| Minivierkamp         | Jelizaveta Kazelina        | RUS  | 161,816 | 12-03-2016 |
| Kleine vierkamp      | Masako Hozumi              | JPN  | 166,808 | 30-12-2012 |